# Junkers Jumo 205
Lo Junkers Jumo 205 era un motore aeronautico a ciclo Diesel a due tempi, con 6 cilindri a doppio albero a gomiti e pistoni contrapposti con raffreddamento a liquido, progettato e realizzato dall'azienda tedesca Junkers Flugzeug und Motorenwerke AG negli anni trenta.
È stato il più famoso di una serie di motori diesel, progettati da Josef Gasterstädt, che sono stati, per più di mezzo secolo, l'unico esempio di successo di motori aeronautici alimentati a gasolio.

## Storia
Negli anni trenta, l'RLM e la Deutsche Lufthansa mostrarono particolare interesse per i bassi consumi dello Jumo 204 che garantivano doti di lunga autonomia ai velivoli. Tuttavia questo motore aveva dimensioni verticali troppo elevate per poter essere installato in aerei plurimotore, la Junkers decise quindi di sviluppare un motore Diesel di analoghe caratteristiche ma di dimensioni molto più contenute. Il risultato fu lo Jumo 5 (poi Jumo 205) che, con soli 16.6 litri di cilindrata, arrivava a sviluppare 550 CV (440 kW) di potenza, contro i 750 CV (552 kW) dello Jumo 204, grazie al migliore rendimento e al regime di rotazione più elevato.
Il motore fu installato con successo su diversi aerei della Lufthansa: i Blohm & Voss Ha 139 e gli idrovolanti Dornier Do 18 e Do 26, che volavano lungo le rotte dell'Atlantico settentrionale e meridionale come aerei postali, sul Focke-Wulf A 17 "Möve", su diversi Ju 52 e Ju 86. Nel 1937 ventuno aerei della Lufthansa utilizzavano gli Jumo 205, che nella versione 205D erano arrivati a sviluppare una potenza al decollo di 800 CV (647 kW).
Nella Luftwaffe lo Jumo 205 fu impiegato sugli Ju 86, i Do 18 e 26, e sui Blohm & Voss BV 138. Ulteriori sviluppi portarono agli Jumo 206, 207 e 208, che condividevano gli stessi principi di funzionamento e il progetto di base, ma di cui solo il motore d'alta quota Jumo 207 fu prodotto in serie.

## Descrizione tecnica
Il motore funzionava secondo il ciclo Diesel a due tempi, aveva sei cilindri in linea e due alberi a gomiti, che erano disposti l'uno sopra e l'altro sotto il blocco cilindri ed erano connessi da un treno di ingranaggi. Ciascun cilindro comprendeva due pistoni: l'uno era connesso da una biella all'albero a gomiti superiore e l'altro all'albero a gomiti inferiore. I pistoni si muovevano l'uno verso l'altro durante il funzionamento, in modo che, quando si trovavano (pressoché contemporaneamente) al loro punto morto superiore, creavano la camera di combustione fra le opposte corone. Il ricambio dei gas, com'è tipico dei motori a due tempi, avveniva attraverso luci di ammissione e di scarico che venivano aperte o chiuse dai pistoni durante la loro corsa. I condotti di ammissione e scarico erano duplicati sui due lati del blocco cilindri.
Il blocco cilindri era realizzato in lega di alluminio e conteneva anche i supporti per i cuscinetti di banco degli alberi a gomiti; le camicie dei cilindri erano in acciaio nitrurato e cromate all'interno. I pistoni erano di alluminio e, per aumentarne la resistenza alle alte temperature di combustione, un piattello di acciaio resistente al calore era fissato sulla parte superiore mediante quattro tiranti stretti, nella parte inferiore del cielo del pistone, con dadi e interposte molle di compressione. Uno smorzatore di vibrazioni di tipo idraulico, in cui circolava l'olio lubrificante, era montato all'interno della ruota dentata principale del riduttore, la quale era collegata all'albero dell'elica mediante un albero elastico. Il rapporto di riduzione fra albero motore e albero dell'elica era di 1,58:1.
Per evitare i problemi di lavaggio dei cilindri tipici dei motori a due tempi, le luci di ammissione e scarico erano poste, rispettivamente, all'estremità inferiore e superiore di ciascun cilindro, in modo che le prime venissero aperte e chiuse dal pistone inferiore e le seconde dal pistone superiore. In tal modo si creava una corrente di lavaggio unidirezionale dal basso verso l'alto. Per aumentare l'efficienza del sistema di lavaggio (e la turbolenza necessaria alla miscelazione del combustibile con l'aria), le luci di ammissione erano tagliate con una certa inclinazione nella parete dei cilindri, in modo da imprimere all'aria immessa nel cilindro una rotazione che creava una corrente ascendente a spirale. Inoltre, l'albero a gomiti inferiore ruotava in leggero ritardo (circa 10°) rispetto all'albero a gomiti superiore, di modo che le luci di scarico si aprissero e si chiudessero prima delle luci di ammissione, così buona parte dei gas combusti si scaricavano mentre le luci di ammissione erano ancora chiuse, e una parte dell'aria di lavaggio veniva immessa nel cilindro quando le luci di scarico si erano già chiuse, aumentando l'efficienza del lavaggio e il grado di riempimento dei cilindri.
L'iniezione del combustibile era assicurata da quattro iniettori per ciascun cilindro, alimentati da due pompe d'iniezione in linea Bosch tarate a una pressione di 550 bar. Come pompa di lavaggio era usato un compressore centrifugo, posto nella parte posteriore del motore, che comprimeva l'aria a 1,35 bar ed era progettato in maniera tale da fornire una quantità d'aria pari a 1,5 volte il volume di ciascun cilindro durante ogni processo di ricambio dei gas. Un accoppiamento a frizione di slittamento, montato tra l'albero motore e la girante del compressore, proteggeva quest'ultimo da repentini cambiamenti di velocità.
Il compressore, come le pompe d'iniezione, la pompa del liquido di raffreddamento, quella del lubrificante e, in genere, tutti gli accessori erano azionati dall'albero a gomiti inferiore, mentre l'albero a gomiti superiore era direttamente connesso al riduttore dell'elica e, attraverso un treno d'ingranaggi formato da tre ruote dentate, all'estremità anteriore di quello inferiore.

## Versioni

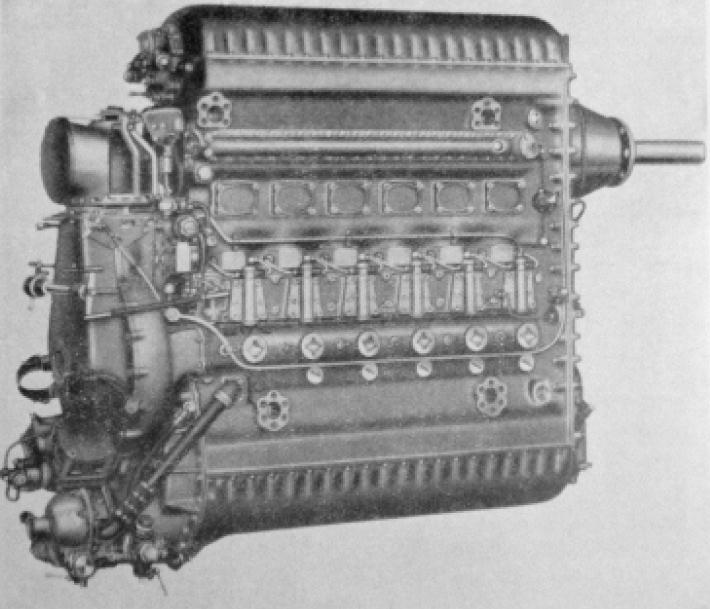
Jumo 205 ad olio pesante

Jumo 205C
prima versione di serie, erogante una potenza di 600 CV (440 kW) a 2 200 giri/min e dotato di smorzatore idraulico delle vibrazioni sull'albero del riduttore.
Jumo 205D
versione militare destinata alla Luftwaffe, potenza erogata 880 PS (650 kW) a 3 000 giri/min.
Jumo 205E
versione civile depotenziata destinata alla Deutsche Lufthansa (DLH), potenza erogata 700 CV (515 kW) a 2 600 giri/min.

## Velivoli utilizzatori

### Jumo 5
Germania
- Focke-Wulf A 17 "Möwe"

### Jumo 205
Germania
- Blohm und Voss BV 138
- Blohm und Voss Ha 139
- Dornier Do 18
- Dornier Do 26
- Junkers Ju 86